# Vladimir Putjkov
Vladimir Putjkov, född 1959, är chef för Ryska federationens katastrofministerium.

## Utbildning
- Utexaminerad från ingenjörstruppernas militärhögskola i Tiumen 1959
- Licentiatexamen i teknologi vid det militärtekniska institutet vid den ryska försvarshögskolan i Moskva 1988
- Genomgick försvarshögskolans högre kurs i civilförsvarsledning 1991
- Genomgick högre ledningskursen vid Ryska statsförvaltningsakademien 2000

## Karriär
- 1975–1979 kadett vid ingenjörstruppernas militärhögskola
- 1979–1983 trupptjänst vid ingenjörstrupperna
- 1983–1986 stabsofficer vid civilförsvaret i Perm
- 1986–1991 licentiand och kursdeltagare vid försvarshögskolan
- 1991–1994 laboratoriechef, biträdande avdelningschef, förbandschef
- 1995–2003 biträdande avdelningschef i Katastrofministeriet
- 2004–2006 avdelningschef i Katastrofministeriet
- 2007–2012 statssekreterare och biträdande katastrofminister
- 2012–     katastrofminister

## Insatser
- Jordbävningen i Spitak 1988.
- Flygolycka med Iljusjin Il-76 på Kamtjatka 1997.
- Specialoperation för att hemföra en mycket aktiv källa för joniserande strålning från Groznyj 1998.
- Humanitära operationer i Jugoslavien 1999.
- Terroristattack med klor i Groznyj 2000.
- Branden i Ostankino-tevetornet i Moskva 2000.
- Mottagande av flyktingar från Tjetjenien 2000–2001.
- Metanexplosion i en gruva i Primorskij kraj 2007.
- Kriget i Georgien 2008.
- Skogsbränder bland annat i Moskvaområdet 2010.
- Flygolyckan i Jaroslavl 2011.
- Jordbävningen i Tuva 2011.
- Översvämningarna i Mordvinien 2012.